# Hugh Evans
Hubert Evans, detto Hugh (Squire, 8 novembre 1940 – 8 luglio 2022), è stato un arbitro di pallacanestro e cestista statunitense.

## Carriera
È stato in attività in NBA dalla stagione 1971-72 alla stagione 2000-01. Ha diretto 1.969 gare di regular season e 35 partite delle NBA Finals. È membro del Naismith Memorial Basketball Hall of Fame dal 2022.
Venne selezionato dai St. Louis Hawks al dodicesimo giro del Draft NBA 1963 (80ª scelta assoluta).